# به‌دام‌افتاده (فیلم ۲۰۰۲)
به‌دام‌افتاده (به انگلیسی: Trapped) فیلمی محصول سال ۲۰۰۲ و به کارگردانی لوئیز مندوکی است. در این فیلم بازیگرانی همچون شارلیز ترون، کورتنی لاو، استوارت توانسند، کوین بیکن، داکوتا فانینگ، پروییت تیلور وینس، کالین کمپ، گری چاک، جودی مارکل و اندرو آیرلی ایفای نقش کرده‌اند.